# Братею (комуна)
Братею (рум. Brateiu) — комуна у повіті Сібіу в Румунії. До складу комуни входять такі села (дані про населення за 2002 рік):
- Братею (2225 осіб) — адміністративний центр комуни
- Бузд (957 осіб)

Комуна розташована на відстані 232 км на північний захід від Бухареста, 48 км на північний схід від Сібіу, 92 км на південний схід від Клуж-Напоки, 107 км на північний захід від Брашова.

## Населення
За даними перепису населення 2002 року у комуні проживали 3182 особи.
Національний склад населення комуни:
| Національність | Кількість осіб | Відсоток |
| -------------- | -------------- | -------- |
| румуни         | 2055           | 64,6%    |
| цигани         | 1025           | 32,2%    |
| німці          | 56             | 1,8%     |
| угорці         | 46             | 1,4%     |

Рідною мовою назвали:
| Мова      | Кількість осіб | Відсоток |
| --------- | -------------- | -------- |
| румунська | 2898           | 91,1%    |
| циганська | 210            | 6,6%     |
| німецька  | 48             | 1,5%     |
| угорська  | 25             | 0,8%     |
| російська | 1              | < 0,1%   |

Склад населення комуни за віросповіданням:
| Релігія                                       | Кількість осіб | Відсоток |
| --------------------------------------------- | -------------- | -------- |
| православні                                   | 2639           | 82,9%    |
| п'ятдесятники                                 | 333            | 10,5%    |
| греко-католики                                | 83             | 2,6%     |
| лютерани (Аугсбурзького сповідання)           | 45             | 1,4%     |
| реформати                                     | 17             | 0,5%     |
| адвентисти                                    | 15             | 0,5%     |
| римо-католики                                 | 14             | 0,4%     |
| бретрени                                      | 14             | 0,4%     |
| лютерани (Синодально-пресвітеріанська церква) | 10             | 0,3%     |
| баптисти                                      | 3              | 0,1%     |
| лютерани                                      | 1              | < 0,1%   |
| не релігійні                                  | 1              | < 0,1%   |
| не вказали релігію                            | 4              | 0,1%     |